# Annisette
Annisette er et dansk pigenavn.

## Kendte kvinder med navnet Annisette
- Annisette Koppel, dansk sanger